# Церковь Святого Антония (Гуам)
Церковь Святого Антония (англ. St. Anthony's Church) — религиозное здание, относящееся к католической церкви, находится в городе Тамунинг (Гуам, США). Официальное название — Церковь Святого Антония и Святого Виктора. Относится к архиепархии Аганьи, которая была повышена с епархии до нынешнего статуса Папой Иоанном Павлом II буллой «Compertum quidem». Все религиозные службы предлагаются на английском языке.

## Описание
Здание было построено в 2013 году. Ассоциирована с Католической школой Святого Антония, основанной в 1960 году.